# Twisted Logic Tour
Para la canción, véase X&Y
El Twisted Logic Tour fue una gira mundial realizada por la banda inglesa Coldplay, para promocionar su tercer álbum de estudio, X&Y.
Durante el año que duró la gira, recorrieron Europa, Estados Unidos, Gran Bretaña y Canadá. La gira concluyó en julio de 2006 con algunos conciertos en el sureste asiático, Japón y Australia.
Comienza el año 2005.
Aunque no fue incluida oficialmente en el Twisted Logic Tour, durante principios de 2007 Coldplay llevó a cabo el Latin American Tour 2007, gira que los llevó a Chile, Argentina, Brasil y México.

## Lista de canciones

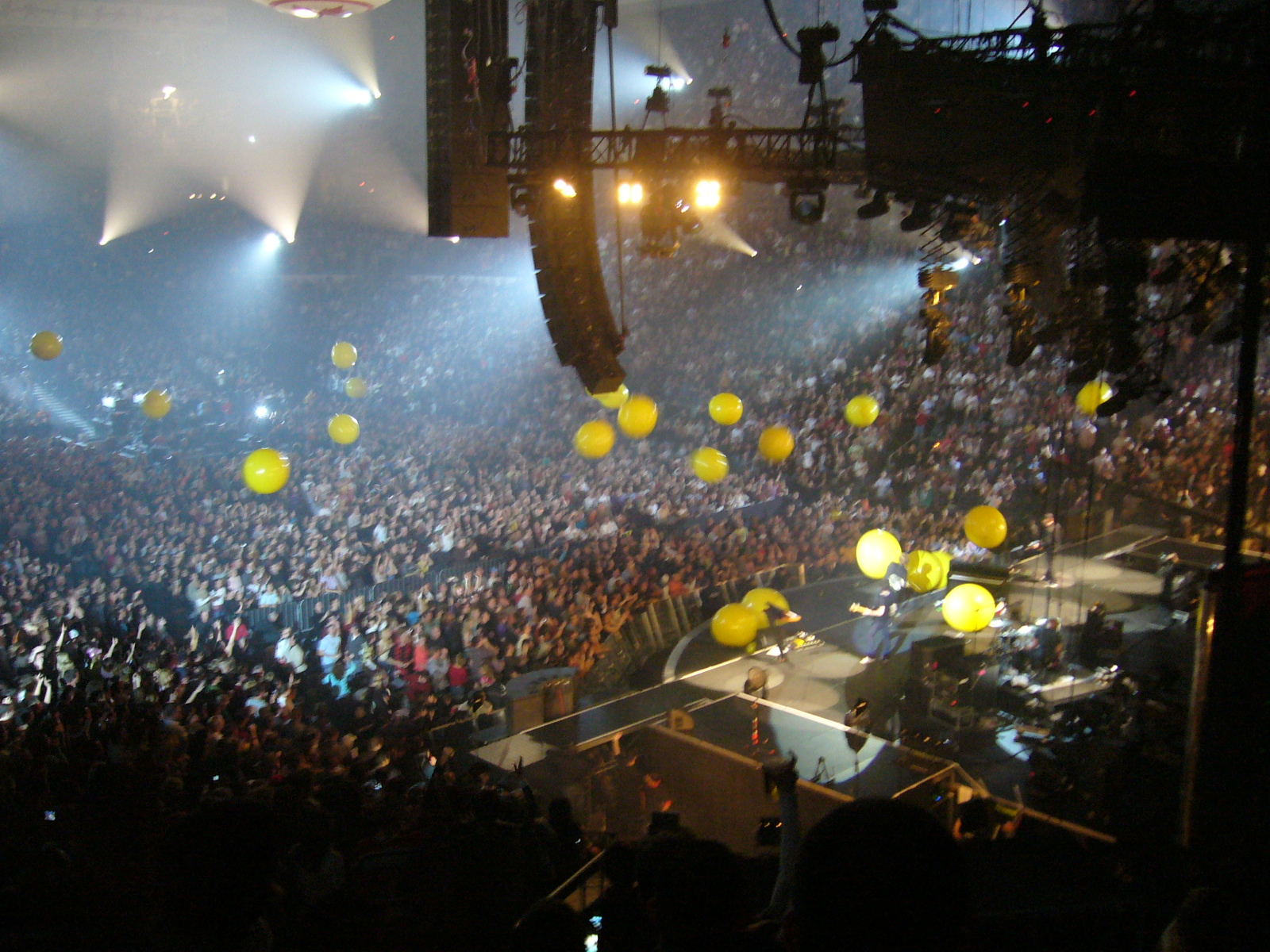
Yellow en el Air Canada Centre, durante el Twisted Logic Tour

Durante la gira Coldplay tocó todo X&Y y algunas canciones de sus discos anteriores, Parachutes y A Rush of Blood to the Head. El siguiente es un ejemplo esquemático de la presentación de Coldplay en Oslo, Noruega, el 31 de octubre de 2005, en el marco del Twisted Logic Tour.

### Repertorio
1. Square One
2. Politik
3. Yellow
4. Speed of Sound
5. God Put a Smile upon Your Face
6. X&Y
7. Amsterdam
8. White Shadows
9. The Scientist
10. 'Til Kingdom Come
11. Clocks
12. Talk

Encore:
1. Swallowed in the Sea
2. Fix You

## Fechas
| Fecha                    | Ciudad                  | País           | Lugar                                         |
| Norteamérica             | Norteamérica            | Norteamérica   | Norteamérica                                  |
| ------------------------ | ----------------------- | -------------- | --------------------------------------------- |
| 29 de abril de 2005      | Paradise                | Estados Unidos | The Joint                                     |
| 30 de abril de 2005      | Indio                   | Estados Unidos | Coachella Valley Music and Arts Festival      |
| 4 de mayo de 2005        | San Francisco           | Estados Unidos | The Fillmore                                  |
| 6 de mayo de 2005        | Chicago                 | Estados Unidos | Metro Chicago                                 |
| 11 de mayo de 2005       | Toronto                 | Canadá         | Kool Haus                                     |
| 13 de mayo de 2005       | Boston                  | Estados Unidos | Avalon                                        |
| 14 de mayo de 2005       | Baltimore               | Estados Unidos | HFStival                                      |
| 17 de mayo de 2005       | Ciudad de Nueva York    | Estados Unidos | Beacon Theatre                                |
| Europa                   |                         |                |                                               |
| 6 de junio de 2005       | Londres                 | Inglaterra     | KOKO                                          |
| 9 de junio de 2005       | París                   | Francia        | L'Olympia                                     |
| 15 de junio de 2005      | Hamburgo                | Alemania       | Open-Air Bühne am Volkspark                   |
| 17 de junio de 2005      | Colonia                 | Alemania       | Fühlinger                                     |
| 19 de junio de 2005      | Berlín                  | Alemania       | Kindl-Bühne Wuhlheide                         |
| 22 de junio de 2005      | Dublín                  | Irlanda        | Marlay Park                                   |
| 26 de junio de 2005      | Pilton                  | Inglaterra     | Glastonbury Festival                          |
| 27 de junio de 2005      | Londres                 | Inglaterra     | Crystal Palace National Sports Centre         |
| 28 de junio de 2005      | Londres                 | Inglaterra     | Crystal Palace National Sports Centre         |
| 1 de julio de 2005       | Glasgow                 | Escocia        | Bellahouston Park                             |
| 2 de julio de 2005       | Glasgow                 | Escocia        | Bellahouston Park                             |
| 4 de julio de 2005       | Bolton                  | Inglaterra     | Reebok Stadium                                |
| 5 de julio de 2005       | Bolton                  | Inglaterra     | Reebok Stadium                                |
| 7 de julio de 2005       | Arnhem                  | Países Bajos   | GelreDome                                     |
| 9 de julio de 2005       | Múnich                  | Alemania       | Coubertin Platz                               |
| 10 de julio de 2005      | Viena                   | Austria        | St. Polen Air                                 |
| 11 de julio de 2005      | Verona                  | Italia         | Verona Arena                                  |
| 13 de julio de 2005      | Locarno                 | Suiza          | Piazza Grande                                 |
| 14 de julio de 2005      | Six Fours – Île du Gaou | Francia        | Festival des Voix du Gaou                     |
| Asia                     |                         |                |                                               |
| 29 de julio de 2005      | Yuzawa                  | Japón          | Naeba Ski Resort                              |
| Norteamérica             |                         |                |                                               |
| 2 de agost de 2005       | Toronto                 | Canadá         | Air Canada Centre                             |
| 3 de agosto de 2005      | Montreal                | Canadá         | Bell Centre                                   |
| 4 de agosto de 2005      | Hartford                | Estados Unidos | Meadows Music Theater                         |
| 6 de agosto de 2005      | Mansfield               | Estados Unidos | Comcast Center                                |
| 7 de agosto de 2005      | Camden                  | Estados Unidos | Tweeter Center at the Waterfront              |
| 9 de agosto de 2005      | Cincinnati              | Estados Unidos | Riverbend Music Center                        |
| 11 de agosto de 2005     | Burgettstown            | Estados Unidos | Post-Gazette Pavilion                         |
| 12 de agosto de 2005     | Noblesville             | Estados Unidos | Verizon Wireless Music Center                 |
| 13 de agosto de 2005     | East Troy               | Estados Unidos | Alpine Valley Music Theatre                   |
| 16 de agosto de 2005     | Auburn                  | Estados Unidos | White River Amphitheatre                      |
| 17 de agosto de 2005     | Ridgefield              | Estados Unidos | The Amphitheater at Clark County              |
| 19 de agosto de 2005     | San Francisco           | Estados Unidos | Shoreline Amphitheatre                        |
| 20 de agosto de 2005     | Irvine                  | Estados Unidos | Verizon Wireless Amphitheatre                 |
| 21 de agosto de 2005     | Irvine                  | Estados Unidos | Verizon Wireless Amphitheatre                 |
| 24 de agosto de 2005     | Albuquerque             | Estados Unidos | Journal Pavilion                              |
| 25 de agosto de 2005     | Phoenix                 | Estados Unidos | Cricket Wireless Pavilion                     |
| 26 de agosto de 2005     | Chula Vista             | Estados Unidos | Cricket Wireless Amphitheatre                 |
| 30 de agosto de 2005     | Clarkston               | Estados Unidos | DTE Energy Music Theatre                      |
| 31 de agosto de 2005     | Columbus                | Estados Unidos | Germain Amphitheater                          |
| 1 de septiembre de 2005  | Darien Center, New York | Estados Unidos | Darien Lake Performing Arts Center            |
| 3 de septiembre de 2005  | Holmdel                 | Estados Unidos | PNC Bank Arts Center                          |
| 6 de septiembre de 2005  | Ciudad de Nueva York    | Estados Unidos | Madison Square Garden                         |
| 7 de septiembre de 2005  | Ciudad de Nueva York    | Estados Unidos | Madison Square Garden                         |
| 9 de septiembre de 2005  | Charlotte               | Estados Unidos | Verizon Wireless Amphitheatre                 |
| 10 de septiembre de 2005 | Raleigh                 | Estados Unidos | Time Warner Cable Music Pavilion              |
| 13 de septiembre de 2005 | West Palm Beach         | Estados Unidos | Sound Advice Amphitheatre                     |
| 14 de septiembre de 2005 | Tampa                   | Estados Unidos | Ford Amphitheatre                             |
| 16 de septiembre de 2005 | Pelham                  | Estados Unidos | Verizon Wireless Amphitheatre                 |
| 17 de septiembre de 2005 | Maryland Heights        | Estados Unidos | UMB Bank Pavilion                             |
| 18 de septiembre de 2005 | Nashville               | Estados Unidos | Starwood Amphitheatre                         |
| 20 de septiembre de 2005 | Mineápolis              | Estados Unidos | Target Center                                 |
| 21 de septiembre de 2005 | Bonner Springs          | Estados Unidos | Sandstone Amphitheater                        |
| 23 de septiembre de 2005 | Dallas                  | Estados Unidos | Smirnoff Music Center                         |
| 25 de septiembre de 2005 | Austin                  | Estados Unidos | Austin City Limits Music Festival             |
| 28 de septiembre de 2005 | Atlanta                 | Estados Unidos | Philips Arena                                 |
| 29 de septiembre de 2005 | Virginia Beach          | Estados Unidos | Verizon Wireless Virginia Beach Amphitheatre  |
| 30 de septiembre de 2005 | Bristow                 | Estados Unidos | Nissan Pavilion                               |
| Europa                   |                         |                |                                               |
| 26 de octubre de 2005    | Amberes                 | Bélgica        | Sportpaleis                                   |
| 28 de octubre de 2005    | Oberhausen              | Alemania       | Arena Oberhausen                              |
| 30 de octubre de 2005    | Copenhague              | Dinamarca      | Forum Copenhagen                              |
| 31 de octubre de 2005    | Oslo                    | Noruega        | Oslo Spektrum                                 |
| 7 de noviembre de 2005   | Estocolmo               | Suecia         | Stockholm Globe Arena                         |
| 9 de noviembre de 2005   | Leipzig                 | Alemania       | Arena Leipzig                                 |
| 10 de noviembre de 2005  | Mannheim                | Alemania       | SAP Arena                                     |
| 12 de noviembre de 2005  | Zúrich                  | Suiza          | Hallenstadion                                 |
| 14 de noviembre de 2005  | Milán                   | Italia         | Mediolanum Forum                              |
| 15 de noviembre de 2005  | Bolonia                 | Italia         | PalaMalaguti                                  |
| 17 de noviembre de 2005  | Marsella                | Francia        | Le Dôme de Marseille                          |
| 18 de noviembre de 2005  | Toulouse                | Francia        | Le Zénith                                     |
| 20 de noviembre de 2005  | Barcelona               | España         | Palau Sant Jordi                              |
| 22 de noviembre de 2005  | Madrid                  | España         | Palacio de Deportes de la Comunidad de Madrid |
| 23 de noviembre de 2005  | Lisboa                  | Portugal       | Pavilhão Atlântico                            |
| 25 de noviembre de 2005  | San Sebastián           | España         | Velódromo de Anoeta                           |
| 28 de noviembre de 2005  | Lyon                    | Francia        | Halle Tony Garnier                            |
| 29 de noviembre de 2005  | París                   | Francia        | Palais Omnisports de Paris-Bercy              |
| 30 de noviembre de 2005  | Amberes                 | Bélgica        | Sportpaleis                                   |
| 14 de diciembre de 2005  | Londres                 | Inglaterra     | Earls Court Exhibition Centre                 |
| 15 de diciembre de 2005  | Londres                 | Inglaterra     | Earls Court Exhibition Centre                 |
| 16 de diciembre de 2005  | Londres                 | Inglaterra     | Earls Court Exhibition Centre                 |
| 18 de diciembre de 2005  | Newcastle               | Inglaterra     | Telewest Arena                                |
| 19 de diciembre de 2005  | Mánchester              | Inglaterra     | Manchester Evening News Arena                 |
| 21 de diciembre de 2005  | Belfast                 | Irlanda        | Odyssey Arena                                 |
| Norteamérica             |                         |                |                                               |
| 26 de enero de 2006      | Seattle                 | Estados Unidos | KeyArena                                      |
| 28 de enero de 2006      | Vancouver               | Canadá         | General Motors Place                          |
| 29 de enero de 2006      | Vancouver               | Canadá         | General Motors Place                          |
| 30 de enero de 2006      | Sacramento              | Estados Unidos | ARCO Arena                                    |
| 31 de enero de 2006      | Oakland                 | Estados Unidos | Oakland Arena                                 |
| 1 de febrero de 2006     | San José                | Estados Unidos | HP Pavilion at San Jose                       |
| 3 de febrero de 2006     | Paradise                | Estados Unidos | MGM Grand Garden Arena                        |
| 4 de febrero de 2006     | Inglewood               | Estados Unidos | The Forum                                     |
| 6 de febrero de 2006     | Anaheim                 | Estados Unidos | Arrowhead Pond of Anaheim                     |
| 7 de febrero de 2006     | Anaheim                 | Estados Unidos | Arrowhead Pond of Anaheim                     |
| 19 de febrero de 2006    | Denver                  | Estados Unidos | Pepsi Center                                  |
| 20 de febrero de 2006    | Omaha                   | Estados Unidos | Qwest Center Omaha                            |
| 22 de febrero de 2006    | Auburn Hills            | Estados Unidos | The Palace of Auburn Hills                    |
| 23 de febrero de 2006    | Louisville              | Estados Unidos | Freedom Hall                                  |
| 25 de febrero de 2006    | Houston                 | Estados Unidos | Toyota Center                                 |
| 26 de febrero de 2006    | Dallas                  | Estados Unidos | American Airlines Center                      |
| 27 de febrero de 2006    | Oklahoma City           | Estados Unidos | Ford Center                                   |
| 2 de marzo de 2006       | Washington D. C.        | Estados Unidos | MCI Center                                    |
| 4 de marzo de 2006       | Orlando                 | Estados Unidos | TD Waterhouse Centre                          |
| 5 de marzo de 2006       | Tampa                   | Estados Unidos | Ford Amphitheatre                             |
| 17 de marzo de 2006      | Ottawa                  | Canadá         | Scotiabank Place                              |
| 19 de marzo de 2006      | Milwaukee               | Estados Unidos | BMO Harris Bradley Center                     |
| 20 de marzo de 2006      | Cleveland               | Estados Unidos | Quicken Loans Arena                           |
| 22 de marzo de 2006      | Toronto                 | Canadá         | Air Canada Centre                             |
| 23 de marzo de 2006      | Toronto                 | Canadá         | Air Canada Centre                             |
| 25 de marzo de 2006      | East Rutherford         | Estados Unidos | Continental Airlines Arena                    |
| 26 de marzo de 2006      | Uniondale               | Estados Unidos | Nassau Veterans Memorial Coliseum             |
| 30 de marzo de 2006      | Chicago                 | Estados Unidos | United Center                                 |
| 31 de marzo de 2006      | Chicago                 | Estados Unidos | United Center                                 |
| 3 de abril de 2006       | Mánchester              | Estados Unidos | Verizon Wireless Arena                        |
| 4 de abril de 2006       | Uncasville              | Estados Unidos | Mohegan Sun Arena                             |
| 6 de abril de 2006       | Filadelfia              | Estados Unidos | Wachovia Center                               |
| Europa                   |                         |                |                                               |
| 11 de junio de 2006      | Newport, Isle of Wight  | Inglaterra     | Isle of Wight Festival                        |
| Australia                |                         |                |                                               |
| 23 de junio de 2006      | Brisbane                | Australia      | Brisbane Entertainment Centre                 |
| 24 de junio de 2006      | Brisbane                | Australia      | Brisbane Entertainment Centre                 |
| 26 de junio de 2006      | Sídney                  | Australia      | Sydney Entertainment Centre                   |
| 27 de junio de 2006      | Sídney                  | Australia      | Sydney Entertainment Centre                   |
| 28 de junio de 2006      | Sídney                  | Australia      | Sydney Entertainment Centre                   |
| 1 de julio de 2006       | Melbourne               | Australia      | Rod Laver Arena                               |
| 2 de julio de 2006       | Melbourne               | Australia      | Rod Laver Arena                               |
| 3 de julio de 2006       | Melbourne               | Australia      | Rod Laver Arena                               |
| 5 de julio de 2006       | Adelaida                | Australia      | Adelaide Entertainment Centre                 |
| 7 de julio de 2006       | Perth                   | Australia      | Burswood Dome                                 |
| Asia                     |                         |                |                                               |
| 10 de julio de 2006      | Singapur                | Singapur       | Singapore Indoor Stadium                      |
| 13 de julio de 2006      | Hong Kong               | Hong Kong      | AsiaWorld-Arena                               |
| 15 de julio de 2006      | Osaka                   | Japón          | Intex Osaka                                   |
| 17 de julio de 2006      | Nagoya                  | Japón          | Nippon Gaishi Hall                            |
| 18 de julio de 2006      | Tokio                   | Japón          | Nippon Budokan                                |
| 19 de julio de 2006      | Tokio                   | Japón          | Nippon Budokan                                |